# Gabi Roth
Gabriele "Gabi" Roth (née Lippe le 8 mai 1967 à Brombach) est une athlète allemande.

## Palmarès
- Championnats d'Europe d'athlétisme de 1990 à Split :
  -  Médaille d'argent du relais 4 x 100 m
- Championnats d'Europe d'athlétisme en salle de 1989 à La Haye :
  -  Médaille de bronze du 60 m haies

## Vie privée
Elle est l'ex-femme du handballeur Ulrich Roth.